# Vaiana: Potraga za mitskim otokom
Vaiana: Potraga za mitskim otokom (eng. Moana) jest računalno-animirani film iz 2016. godine animacijskoga studija Walt Disney Animation Studios. Redatelj filma je John Musker i Ron Clements, a glasove u originalnoj verziji posudili su između ostalih i Dwayne Johnson i Auliʻi Cravalho. Producent je Osnat Shurer, a film je distribuirao Walt Disney Studios Motion Pictures. Scenarij potpisuju Jared Bush.

## Glavne uloge
- Auliʻi Cravalho - Vaiana
- Dwayne Johnson - Maui
- Rachel House - Tala
- Temuera Morrison - Tui
- Jemaine Clement - Tamatoa
- Nicole Scherzinger - Sina
- Alan Tudyk - Heihei
- Oscar Kightley - Fisherman
- Troy Polamalu - Villager No. 1
- Puanani Cravalho - Villager No. 2

## Vanjske poveznice
- Vaiana: Potraga za mitskim otokom u internetskoj bazi filmova IMDb-a (engl.)
- Vaiana: Potraga za mitskim otokom na Rotten Tomatoes (engl.)